# Max Stern (Maler)
Max Stern (* 15. Juni 1872 in Düsseldorf; † 12. Juni 1943 ebenda) war ein deutscher Maler, Zeichner und Grafiker der Düsseldorfer Schule, der Haager Schule, des Impressionismus und der Neuen Sachlichkeit.

## Leben

### Frühe Jahre und Ausbildung

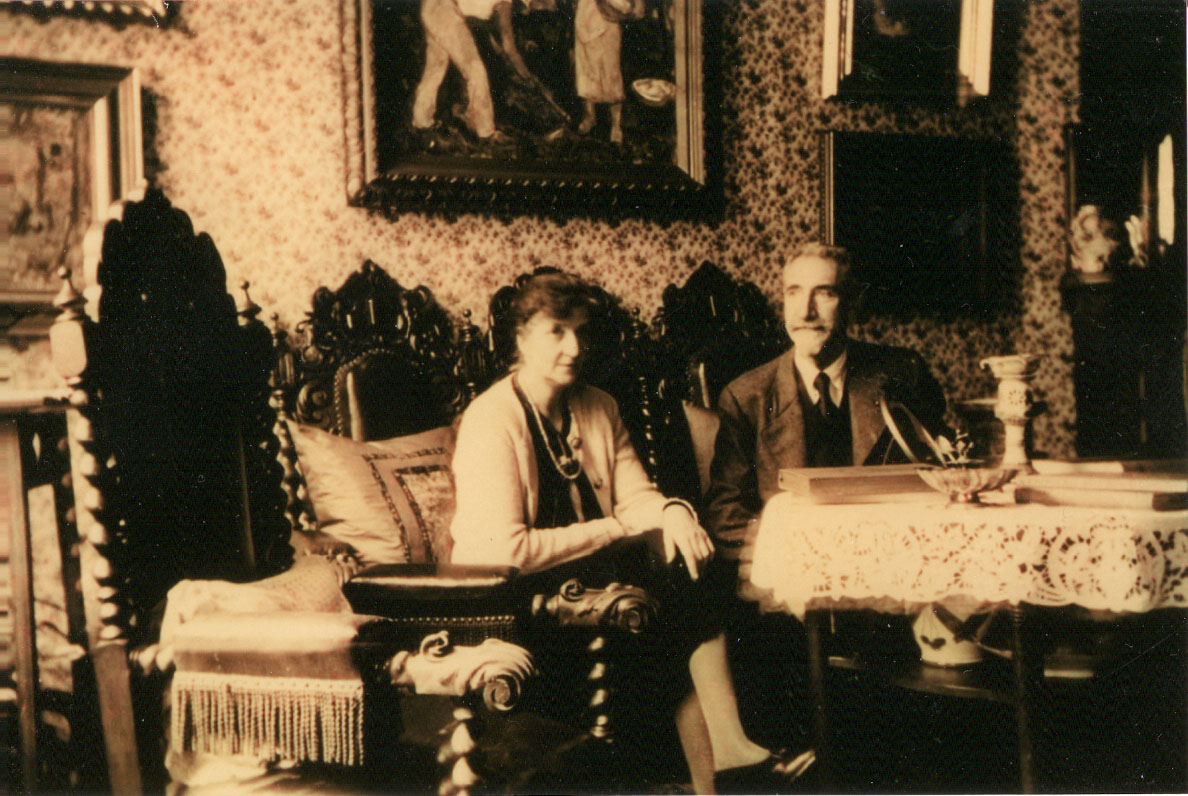
Max und Alice Stern, um 1930, Foto, Privatbesitz

Geboren wurde Max Stern als Sohn jüdischer Eltern, doch starb der Vater Adolph Stern noch vor seiner Geburt und seine Mutter, Rosalie Stern geb. Rothschild, starb 1883. Zusammen mit seinen drei älteren Geschwistern Leopold, Louise und Ida kam er zur Schwester der Mutter, Victorine Sternefeld. In Düsseldorfs bester Geschäftslage in der Casernenstraße 4 (am Alleeplatz) führte sie das Stoffgeschäft „S. Sternefeld u. Co.“ für Seidenwaren, Konfektion und Raumausstattungen, in dem der rheinländische Adel und das Großbürgertum Kleider anfertigen ließen. Mit 16 Jahren wurde Max Stern in die Elementarklasse der Düsseldorfer Akademie aufgenommen und besuchte danach bis 1892 Kurse u. a. bei Adolf Schill, Peter Janssen und Eduard von Gebhardt, der das Fach biblische Historienmalerei unterrichtete. Später wechselte Stern an die Münchner Kunstakademie zum amerikanischen Genre- und Porträtmaler Carl von Marr. Wohl nicht ganz freiwillig kehrte er 1894 nach Düsseldorf zurück, um seinen Militärdienst als Einjährig-Freiwilliger abzuleisten. Am letzten Tag des Militärdienstes reiste er mit dem Nachtzug nach Italien und verbrachte mehrere Monate in Venedig, um die Kunst in der Lagunenstadt zu studieren und vor allem selbst zu malen.

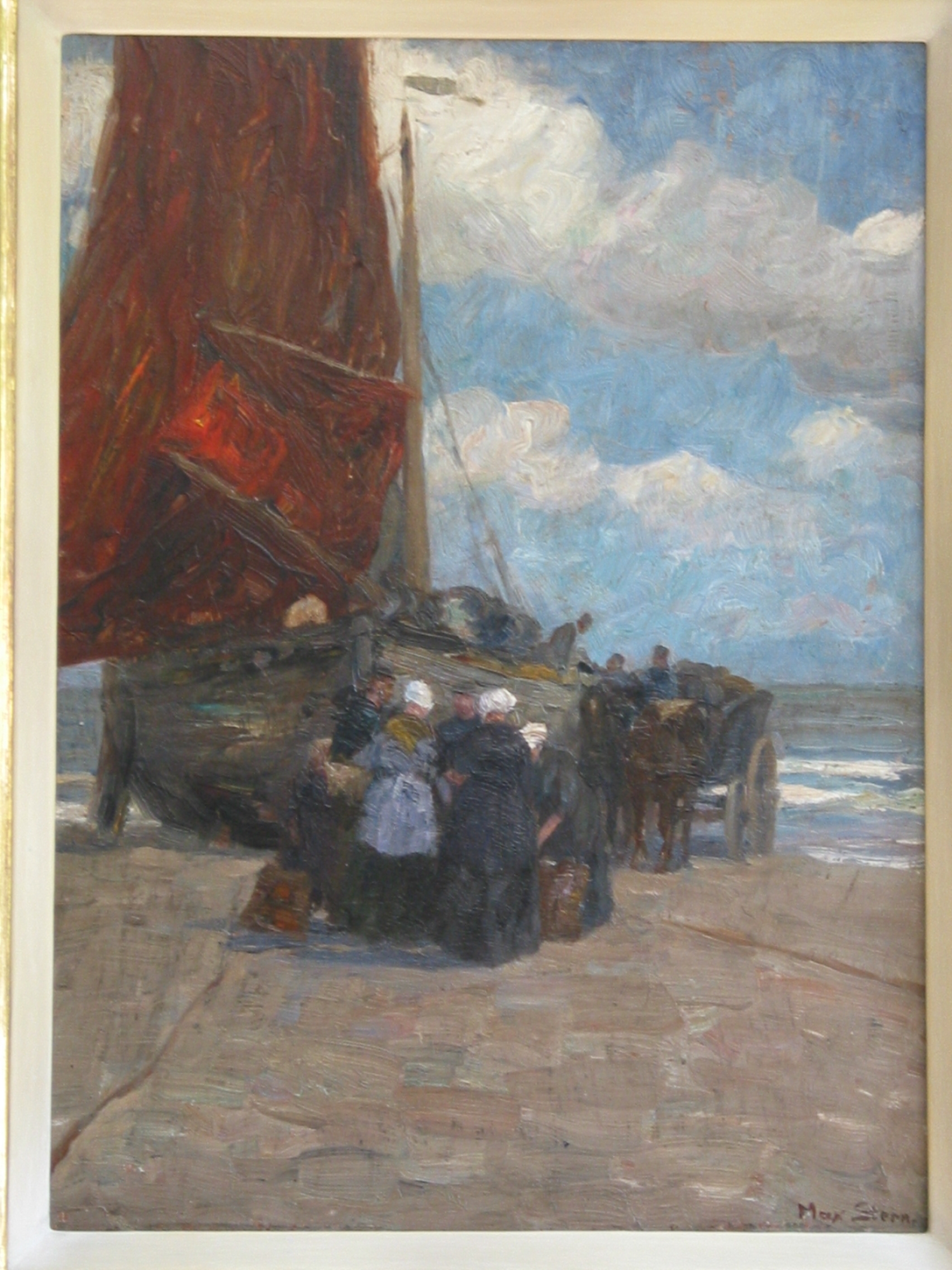
Max Stern: Nach dem Fischfang, um 1895, Öl/Leinwand, Privatbesitz

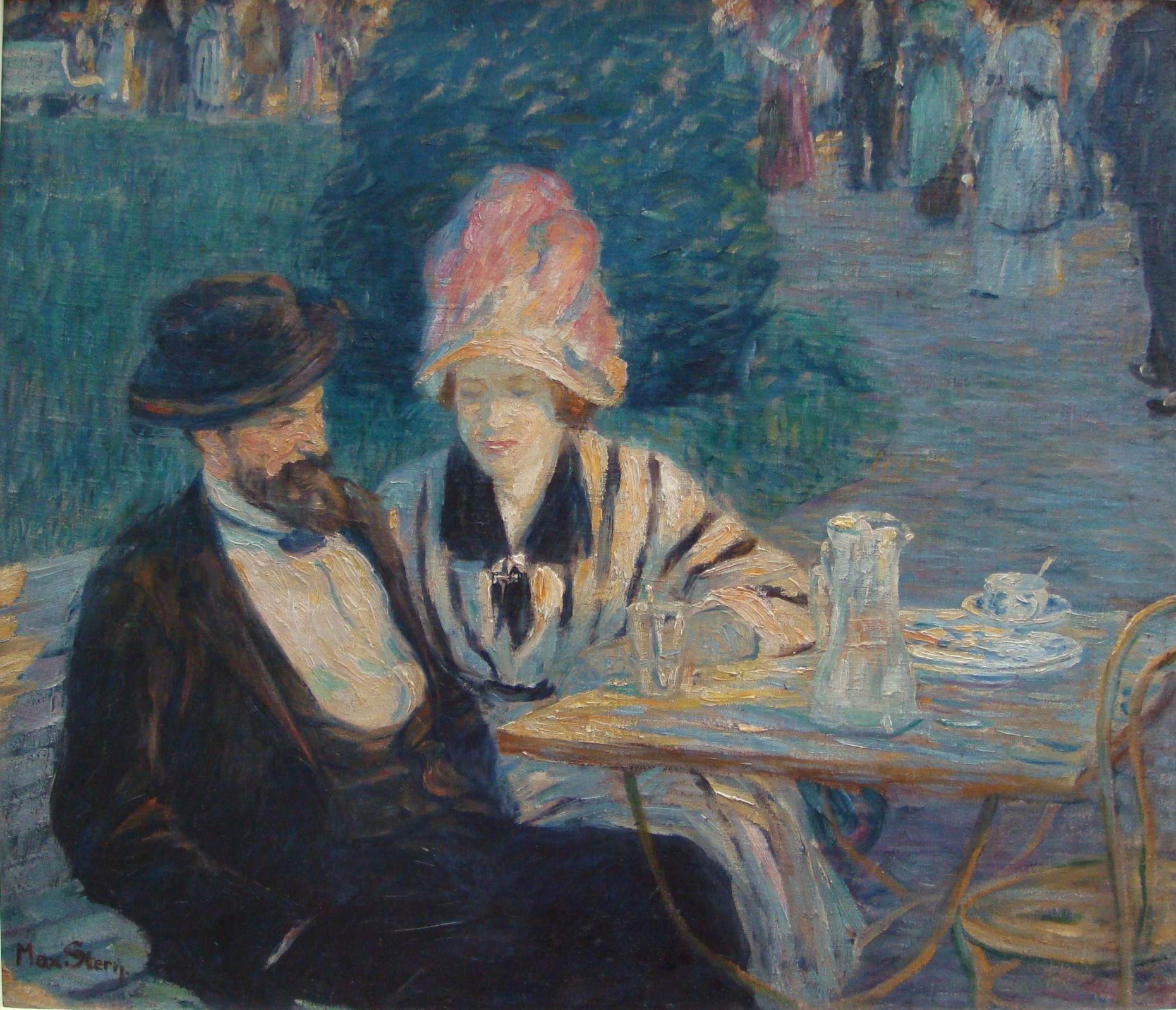
Max Stern: Im Rosengarten, Öl/Leinwand, Privatbesitz

### Düsseldorfer Impressionist
Wie alle Maler, deren Schaffenszeit in die künstlerische Umbruchphase an der Wende vom 19. zum 20. Jahrhundert fiel, musste auch Max Stern sich seine Position im modernen Kunstbetrieb erobern. Als Figurenmaler hatte er begonnen; er befreite sich jedoch schnell vom Einfluss seiner akademischen Lehrer und zeigte sich für avantgardistische Strömungen empfänglich. 1893 durfte Stern als jüngster Teilnehmer in der frisch gegründeten Münchner Sezession ein Gemälde ausstellen. Es folgten Ausstellungsbeteiligungen u. a. 1897 an der VII. Internationalen Kunstausstellung im Glaspalast in München, 1906 auf der Großen Kunst-Ausstellung in Berlin und Düsseldorf usw.
1932 schrieb Max Stern rückblickend über seine künstlerischen Anfänge: „…damals, in der Blüte des Pleinairismus und Realismus, war ich, ‚trunken von Jugend und Begeisterung’, wie Zola einmal schrieb, fanatischer Anhänger dieser Richtungen, malte und zeichnete nur noch draußen im Freien und benutzte die Ferien zu einem Aufenthalt in Knokke s. M. (belgisches Seebad), wo sich die jüngeren Künstler aus aller Welt trafen. Es waren anregende Zeiten.“ (Düsseldorfer Stadtanzeiger, 15. Juni 1932)
Zunächst von der Haager Schule und dem Naturalismus begeistert, eignete er sich nach 1900 die Malweise der französischen Impressionisten an. Der kraftvolle Pinselstrich und der sensualistische, von der Lokalfarbe losgelöste Umgang mit der Farbe blieben fortan bei ihm bestimmend. Zeitlebens befasste er sich mit der Darstellung des Menschen im ländlichen oder städtischen Milieu. Flaneure auf der Promenade, gesellige Plaudereien im Gartenlokal oder beim Picknick interessierten ihn ebenso wie das entbehrungsreiche Leben der Heringsfischer an der Nordsee und generell Alltagsmotive des bescheidenen Lebens jenseits von Allegorie und Pathos. Ein immer wiederkehrendes Bildthema ist der arbeitende Mensch: Kuhhirtinnen, Wäscherinnen, provenzalische Bauern auf dem Feld, Obstpflücker, Teerarbeiter in Düsseldorf oder Priester bei der Zelebrierung einer Prozession. Für das finanzkräftige Bürgertum aus dem Rheinland malte Stern gesellige Veranstaltungen auf öffentlichen Plätzen, Gruppenbilder und Einzelporträts, die stilistisch und in der Farbgebung an die Malerei von Renoir und Édouard Manet erinnern. Schauplätze sind die Düsseldorfer Königsallee und der Hofgarten mit seinem legendären, 1943 zerstörten Kaffeegarten auf dem Ananasberg. Darstellungen von Plätzen, belebten Straßencafés, Blumenrabatten und Alleen, die so in allen Großstädten anzutreffen sind, ließen Stern über Düsseldorf hinauswachsen. Seine Bildsujets entsprachen dem Zeitgeschmack und spiegeln das Selbstverständnis der Oberschicht, die nach der neuesten Mode gekleidet beim sonntäglichen Spaziergang, Picknick im Freien, Cafébesuch oder als Flaneure auf den Prachtboulevards dargestellt ist. Diese Werkgruppe zeichnet sich durch die Verwendung von kräftigen Primärfarben aus. Wegen seiner Nähe zur französischen Kunst interessierte sich seit 1910 der Kunsthändler Alfred Flechtheim aus Münster, der für sein Gespür für avantgardistische Strömungen berühmt war, für Max Stern. Während des Ersten Weltkriegs war Stern vier Jahre Unteroffizier bei der Flugabwehr in Frankreich und Belgien, konnte aber dennoch mit impressionistischen Gemälden die großen Kunstausstellungen in Berlin und Düsseldorf beschicken.

### Hinwendung zur Neuen Sachlichkeit

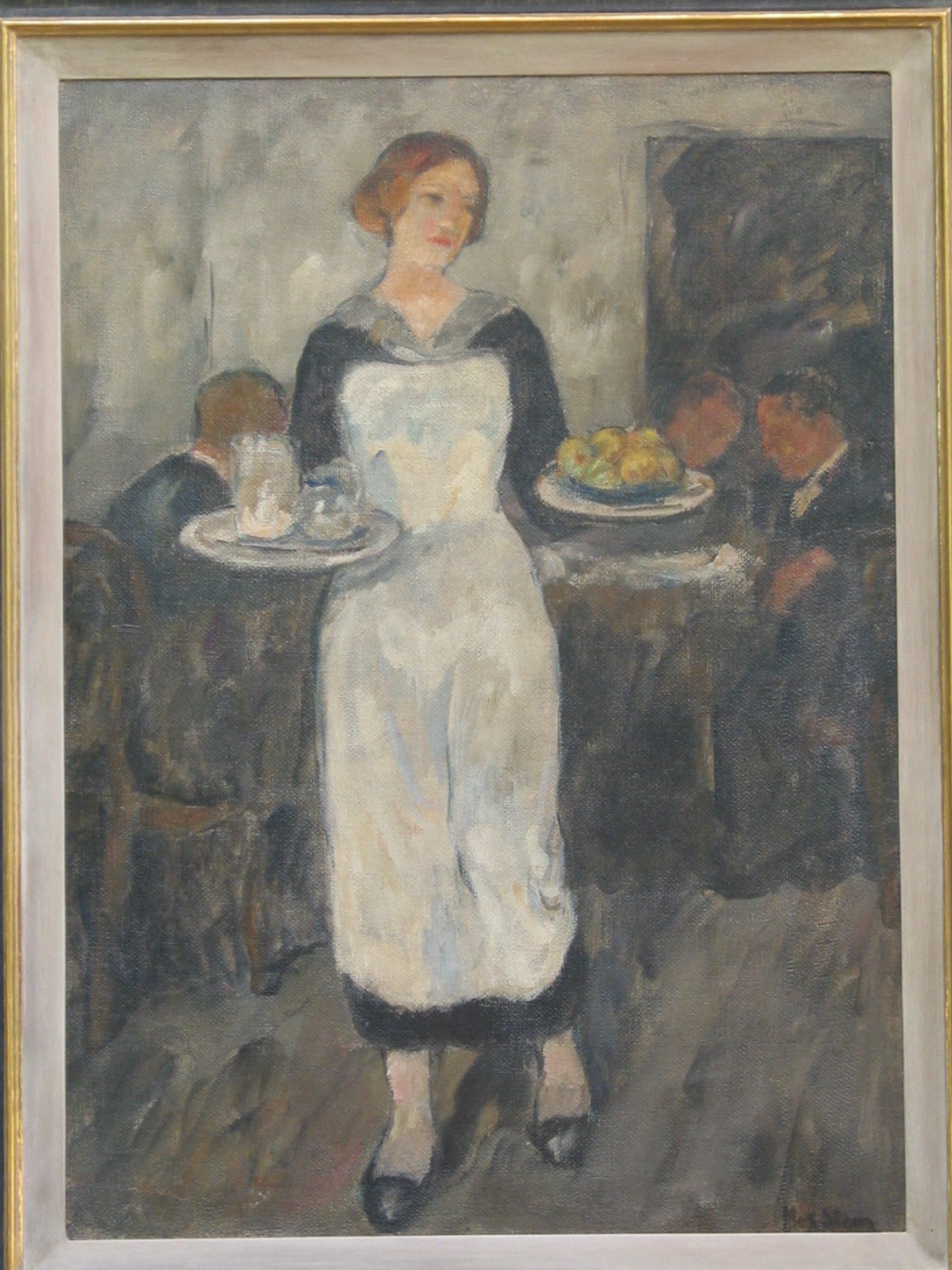
Max Stern: Kellnerin, Öl/Leinwand, Privatbesitz

In den 1920er Jahren wurde Stern Mitglied der Rheingruppe. Nach dem farbenprächtigen Impressionismus ist bei dem über 50-jährigen Max Stern in den ausgehenden 1920er Jahren eine Hinwendung zur Neuen Sachlichkeit zu erkennen. Die Farbpalette dominieren nun grau-grüne Farbschattierungen. Sozialkritische Bilder durchziehen Max Sterns gesamtes Œuvre. Sein Interesse an den Belangen der benachteiligten Schichten ist keine Attitüde, sie ist das Ergebnis eines aufmerksamen, mitfühlenden Beobachters.

### Berufsverbot in der Zeit des Nationalsozialismus und Verfolgung
Max Stern gelang es trotz eines offiziellen Berufsverbots 1933 und des Ausschlusses aus der Düsseldorfer Künstlervereinigung Malkasten noch bis 1936, an Ausstellungen in Düsseldorf und Berlin teilzunehmen. „Künstler unter sich“ nannte der Kunstverein der Rheinlande eine Schau mit Werken, die sich Künstler gegenseitig geschenkt hatten. 1935 zeigte der Jüdische Kulturbund Düsseldorf Arbeiten jüdischer Künstler und auch im darauf folgenden Frühjahr waren Max Sterns Gemälde „Hafenarbeiter“ und „Landschaft in der Provence“ in Berlin in der Reichsausstellung jüdischer Künstler zu sehen. Die Einrichtung der „Reichskulturkammer der bildenden Künste“ hatte dazu geführt, dass missliebige und nicht arische Künstler außen vor blieben, denn nur wer im Sinne der neuen Kulturideologie als „zuverlässig“ und konform galt, wurde als Mitglied aufgenommen und konnte überhaupt in den Besitz geeigneter Malmaterialien gelangen.
1937 wurden in der Nazi-Aktion „Entartete Kunst“ aus der Städtischen Kunstsammlung Düsseldorf Sterns Kohlezeichnung  „Ruhende Pilger“ (42,5 × 55,5 cm) beschlagnahmt und zur Verwertung an den Güstrower Kunsthändler Bernhard A. Böhmer gegeben. Nach weiteren Zwischenstationen wurde es 1977 vom Kunsthaus Lempertz für 500 DM versteigert.
Aber nicht nur als Künstler war Max Stern öffentlicher Verfemung ausgesetzt, auch seine Ehe mit Alice Helene Burnier (1877–1943) wurde auf eine schwere Probe gestellt. Bereits im September 1935 galten nach den Nürnberger Gesetzen so genannte „Mischehen“ als „Rassenschande“. Vielen Eheleuten wurde unter Strafandrohung die Scheidung nahegelegt, einigen Eheleuten vor dem Düsseldorfer Landgericht sogar der Prozess gemacht. Zwar dürften sowohl das hohe Sozialprestige der Burnier und Sterns sowie die vierjährige Teilnahme des Malers am Ersten Weltkrieg einen Aufschub für seine Verfolgung erwirkt haben, doch konnte sich der Künstler nach der Reichspogromnacht kaum mehr in Sicherheit wiegen. Das Ehepaar Stern lebte mit der hochbetagten Schwiegermutter in den letzten Jahren in sehr ärmlichen Verhältnissen. Am 9. November 1938 stürmte die SA ihr Haus in der Gartenstraße 58 in Pempelfort und zerstörte Bilder und Einrichtungsgegenstände. Die Malerei bot keine Existenzgrundlage mehr, da schon der Besitz „jüdischer Bilder“ als Vergehen galt. Die letzten Lebensjahre verbrachten die Geschwister Stern mit der ständigen Angst, entdeckt und deportiert zu werden. Schutz fanden sie im Rather Krankenhaus, in dem der Bruder Leopold bis zum Verlust seiner Approbation als Arzt tätig war. Barmherzige Ordensschwestern versteckten die beiden Brüder, wenn die Gestapo wieder jüdische Mitbürger schikanierte und wie Vieh durch die Straßen trieb. Der Deportation waren beide knapp entgangen.

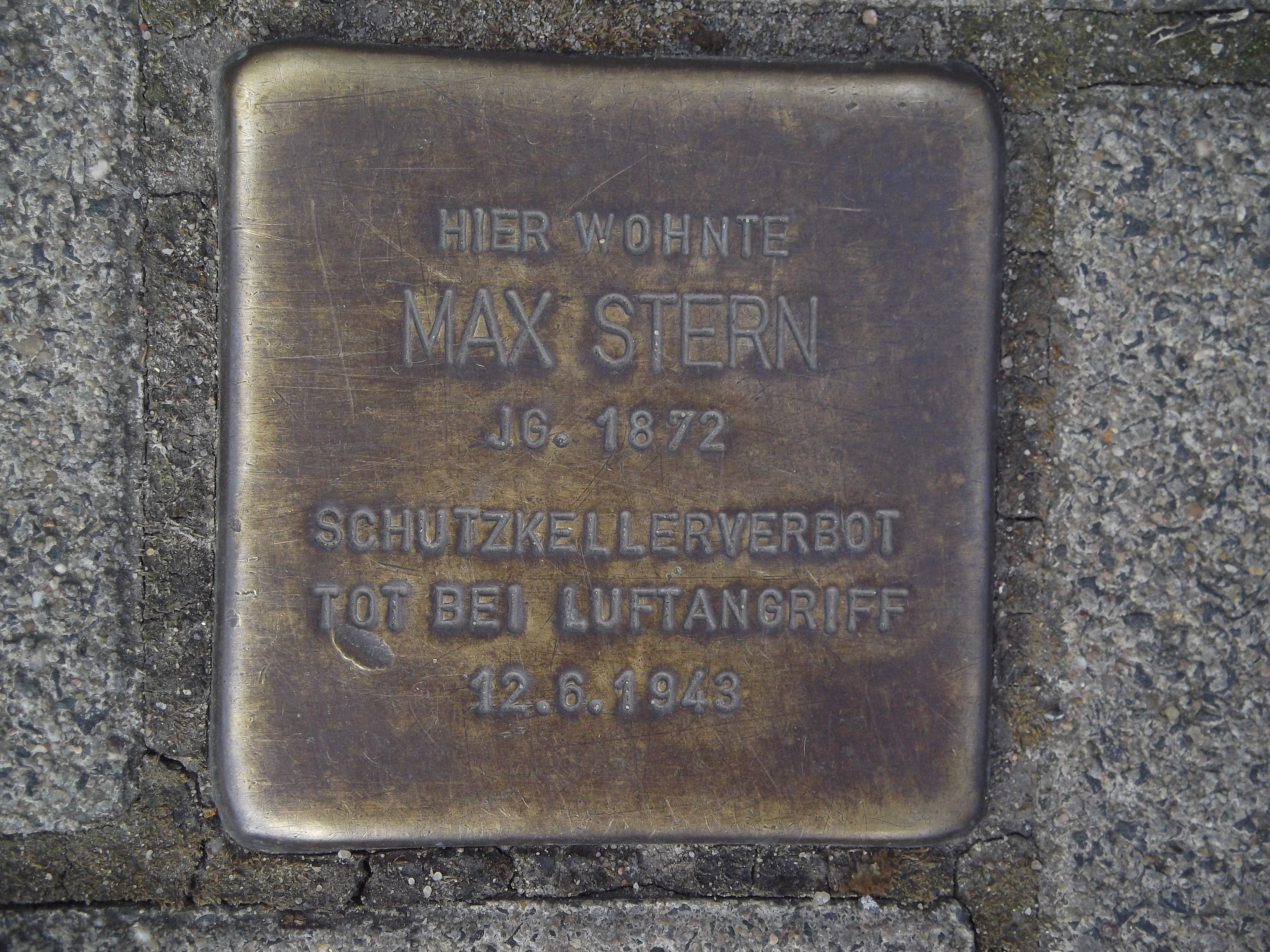
Stolperstein für Max Stern

Max Stern verstarb bei dem „Pfingstangriff“ 1943 in Düsseldorf in einem Keller. Ihm war als Juden die Zuflucht in einem Luftschutzbunker untersagt gewesen. Seine Frau Alice, die trotz massiver Bedrohungen zu ihrem Mann gehalten hatte, wurde am 14. Dezember 1943 in Düsseldorf-Gerresheim tot aufgefunden. Sie hatte sich aus Verzweiflung mit einem Schlafmittel das Leben genommen.
Im Jahre 2009 wurde in der Vagedesstraße 19 in Düsseldorf-Pempelfort mit einem Stolperstein eine Erinnerungsmarke für Max Stern gesetzt. Seine künstlerische Hinterlassenschaft befindet sich vorwiegend in Privatbesitz im Rheinland, in Israel und den USA. Im internationalen Kunst- und Auktionshandel werden seine Gemälde seit Jahren zu guten Preisen gehandelt. Im Museum Kunstpalast, Stadtmuseum Düsseldorf und im Malkasten werden einige seiner Gemälde, Zeichnungen und Karikaturen in den Magazinen verwahrt.

## Werkauswahl
- An der Piazza San Marco, 1894
- Anlandung der Schiffe
- Reiter und Fischerfrau
- Vor der Prozession, 1897
- Niederländisches Volksfest, 1898

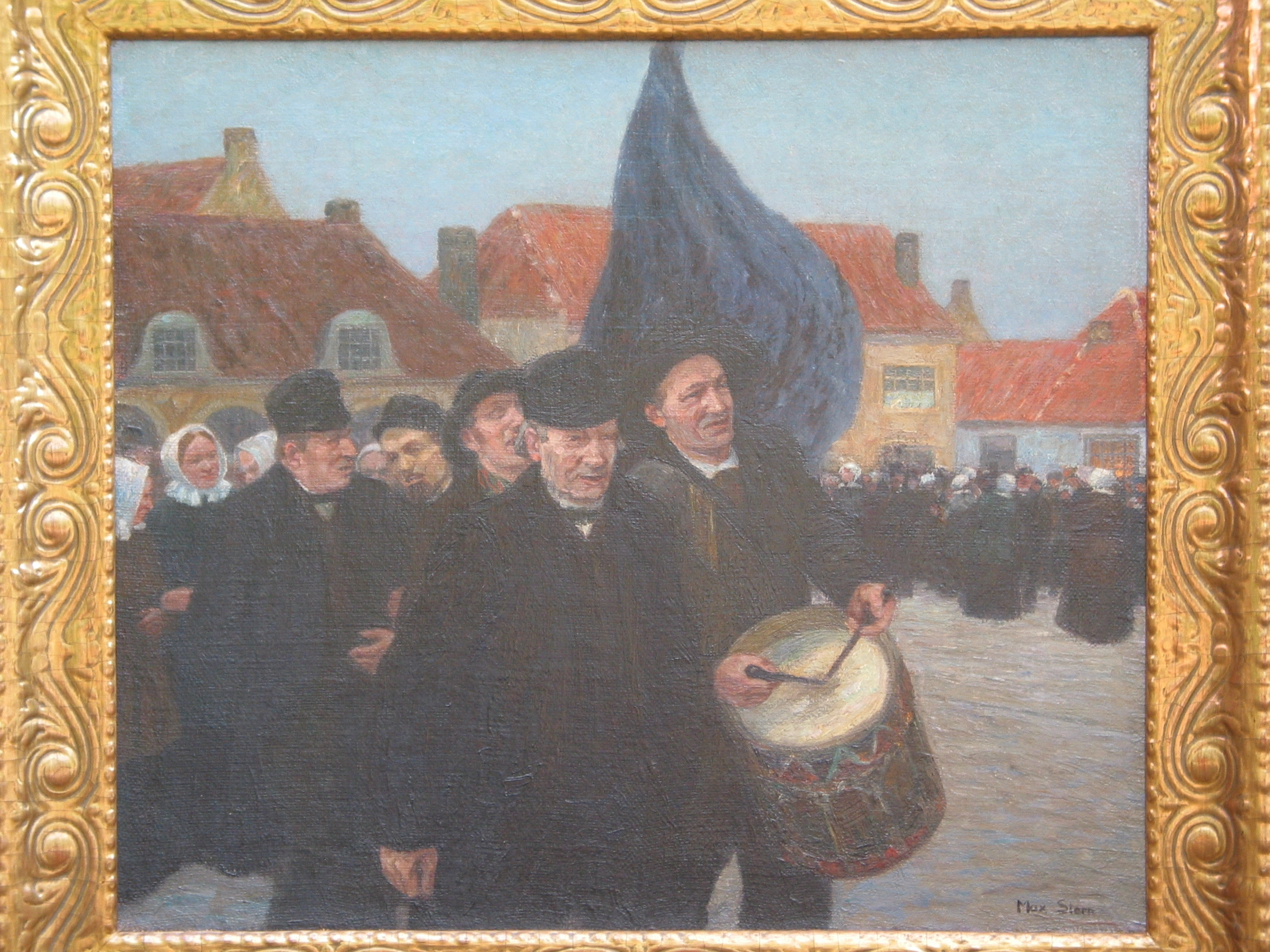
Max Stern: Niederländisches Volksfest, 1898, Öl/Leinwand, Privatbesitz

- Kaffeegarten auf dem Ananasberg im Hofgarten
- Auf der Straße
- Wäscherinnen auf der Bleiche, um 1919
- Pflaumenernte, 1920
- Die Kellnerin
- Ordensschwester vom Hl. Kreuz, 1933
- Heuernte
- Kundgebung zum Tag der Arbeit in Berlin, 1937
- Der Traum des Künstlers, Pinselzeichnung, Museum Kunstpalast, Düsseldorf

- Damenporträt (Öl auf Leinwand, 87,5 × 64,5 cm; Museum Kunst der Verlorenen Generation, Salzburg)[6]

- Hafenarbeiter (Öl auf Leinwand, 100 × 58 cm, 1932; Museum Kunst der Verlorenen Generation, Salzburg)[6]